# Gösta von Rosen (bruksägare)
Gustaf (Gösta) Fredrik von Rosen, född den 5 januari 1855 i Stockholm, död där den 10 februari 1937, var en svensk greve och bruksägare.
von Rosen blev underlöjtnant vid Andra livgardet 1877 och löjtnant där 1880. Han beviljades avsked ur krigstjänsten 1890. von Rosen var jourhavande fullmäktig i Jernkontoret 1910–1932 och ordförande till 1932 samt riksbanksfullmäktig 1921–1922. Han blev riddare av Vasaorden 1904 och av Nordstjärneorden 1919 samt kommendör av andra klassen av Vasaorden 1927.